# جایزه بزرگ آفریقای جنوبی ۱۹۶۸
جایزه بزرگ آفریقای جنوبی ۱۹۶۸ (انگلیسی: ‎1968 South African Grand Prix‎) یک مسابقهٔ موتوری در رشتهٔ اتومبیل‌رانی فرمول یک بود که در تاریخ ۱ ژانویهٔ ۱۹۶۸ در کیالامی واقع در میدراند، خاوتنگ، آفریقای جنوبی برگزار شد. این گراند پری در میان ۱۲ گراند پری در فصل ۱۹۶۸، مسابقهٔ شمارهٔ ۱ بود.
در این مسابقه که در ۸۰ دور و به مسافت ۳۲۸٫۳۲۰ کیلومتر (۲۰۴٫۰۰۹ مایل) برگزار شد، پول پوزیشن توسط جیم کلارک کسب شد و سریع‌ترین زمان برای طی یک دور پیست که برابر با ۱:۲۳٫۷ بود نیز توسط جیم کلارک به ثبت رسید.
جیم کلارک از تیم لوتوس-فورد، گراهام هیل از تیم لوتوس-فورد و جوهن رایندت از تیم برابام-رپکو به‌ترتیب مقام‌های اول تا سوم مسابقه را کسب کردند.

## رده‌بندی قهرمانی پس از مسابقه
| جایگاه | راننده      | امتیاز |
| ------ | ----------- | ------ |
| ۱      | جیم کلارک   | ۹      |
| ۲      | گراهام هیل  | ۶      |
| ۳      | جوهن رایندت | ۴      |
| ۴      | کریس ایمون  | ۳      |
| ۵      | دنی هیولم   | ۲      |
| منبع:  |             |        |

| جایگاه | سازنده        | امتیاز |
| ------ | ------------- | ------ |
| ۱      | لوتوس-فورد    | ۹      |
| ۲      | برابام-رپکو   | ۴      |
| ۳      | فراری         | ۳      |
| ۴      | مک‌لارن-بی‌آرام | ۲      |
| ۵      | ماترا-فورد    | ۱      |
| منبع:  |               |        |

یادداشت
- تنها پنج جایگاه نخست از هر رده‌بندی نمایش داده شده‌است.